# فرودگاه هپتون
فرودگاه هپتون (به انگلیسی: Hopetoun Airport) یک فرودگاه همگانی با کد یاتا HTU است که یک باند فرود آسفالت دارد و طول باند آن ۱۱۳۷ متر است. این فرودگاه در کشور استرالیا قرار دارد و در ارتفاع ۷۸ متری از سطح دریا واقع شده‌است.